# Pharyngodonidae
Famille
Les Pharyngodonidae sont une famille de nématodes (vers parasites).

## Liste des genres
Selon les sources différents genres sont rattachés à cette famille :
- Pour BioLib (12 juin 2020)[2] :
  - genre Alaeuris Tharpar, 1925
  - genre Ichthyouris Inglis, 1962
  - genre Mehdiella Seurat, 1918
  - genre Parapharyngodon Chatterji, 1933
  - genre Pharyngodon Diesing, 1861
  - genre Skrjabinodon Inglis, 1968
  - genre Spauligodon Skrjabin, Schikhobalova & Lagodovskaja, 1960
  - genre Tachygonetria Wedl, 1862
  - genre Thaparia Ortlepp, 1933

- Pour NCBI (12 juin 2020)[3] :
  - genre Gyrinicola
  - genre Ozolaimus
  - genre Parapharyngodon
  - genre Skrjabinodon
  - genre Spauligodon
  - genre Thelandros

- Pour World Register of Marine Species (12 juin 2020)[4] :
  - genre Brasilnema Moravec, Kohn & Fernandes, 1992
  - genre Cithariniella Khalil, 1964
  - genre Ichthyouris Inglis, 1968
  - genre Oxyuricassis Rodrigues, Furtado, Melo & Santos, 2017
  - genre Parasynodontisia Moravec, Kohn & Fernandes, 1992
  - genre Synodontisia Petter, Vassiliadès & Troncy, 1972